# Majuskule

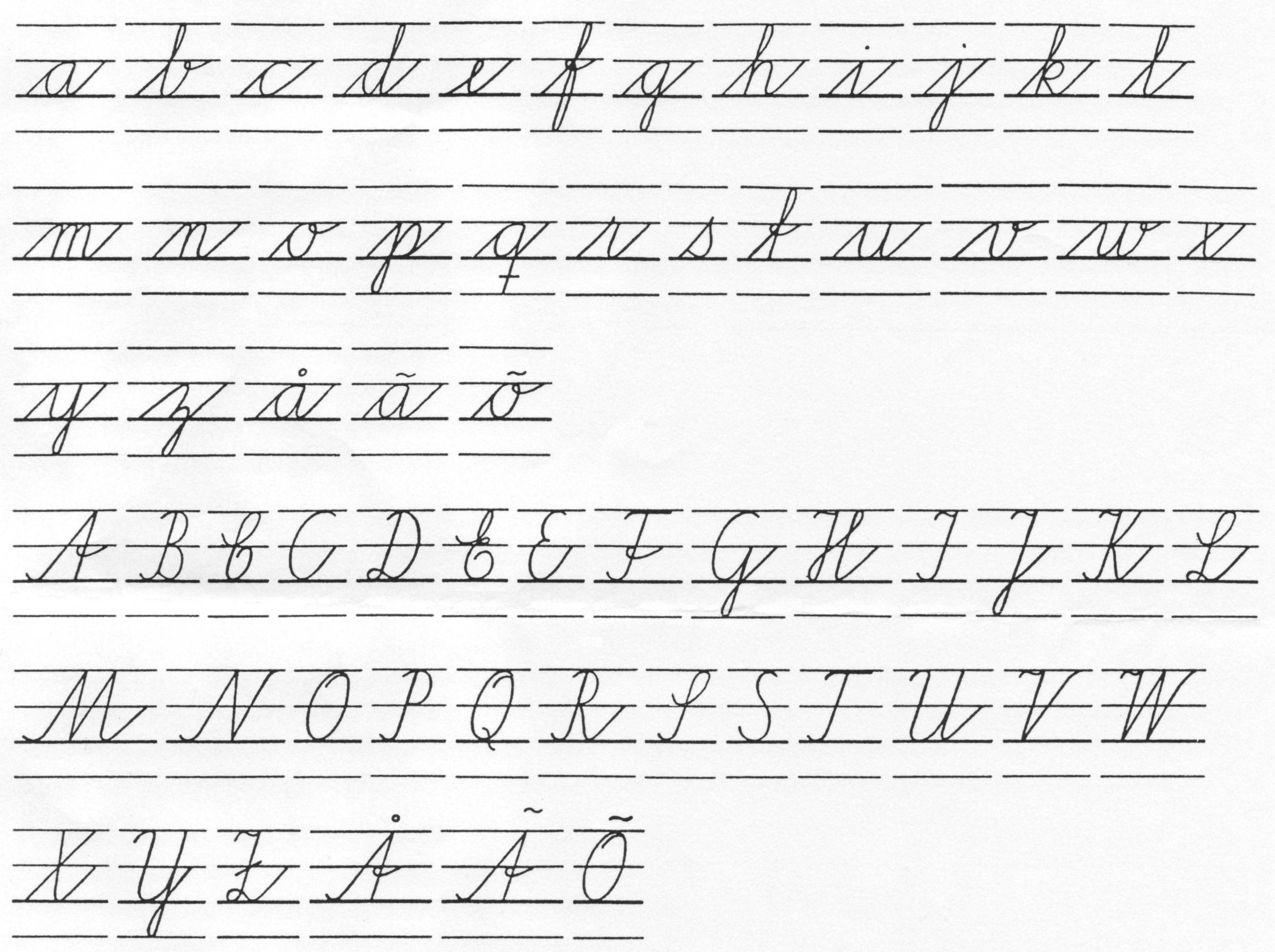
Psací písmo (jedna z variant): srovnání minuskul (nahoře) a majuskul (dole)

Majuskule, tradičně, zejména v paleografii, také majuskula (jinak velké písmeno, v typografii verzálka, verzála), je původní forma písmen (v latince A, B, C, …), která se objevila kolem 3. století př. n. l. Opakem jsou minuskule (malá písmena, minusky: a, b, c, …). V paleografii se majuskule definují jako znaky, které lze zapsat zpravidla mezi dvě linky psací osnovy, takže vyplňují horní a střední psací pásmo.
Oproti tomu minuskule, jež se zapisují do čtyřlinkové osnovy, mohou jednak zaplňovat pouhé střední pásmo, jednak mohou zasahovat do horního, nebo dolního pásma či do obou.. Kromě základního (prostého, holého) tvaru písmen mohou být minuskule doplněny diakritikou mimo osnovu.
Majuskule v psací podobě mohou zasahovat i do spodního pásma čtyřlinkové osnovy, např. G, J a Y – viz ukázka.

## Užívání
Velká písmena se v češtině užívají např.
- na začátku věty;
- ve vlastních jménech (propria; Josef, Praha, Univerzita Karlova, Moravák);
- v názvu díla literárního, dramatického, filmového, hudebního, malířského, sochařského;
- v názvu novin a časopisů, rozhlasových a televizních pořadů atp.;
- ve zkratkách, např. ČKD, AIDS, SMS;
- k vyznačování textu;
- v desetinném třídníku k vyjádření hierarchie (A.1, A.2, A.2.1, A.2.2 atd.)

## Technika
Ve světě počítačů, konkrétně v kaskádových stylech CSS, se pro vlastnost „text-transform“ používá hodnota „uppercase“.